# Oratorio di San Giobbe
L'oratorio di San Giobbe è un luogo di culto cattolico sconsacrato situato in borgo San Giuseppe a Parma, nell'omonima provincia.

## Storia
L'oratorio fu costruito come sede della congregazione della Corona della Santa Vergine, una confraternita sorta nel 1613 a opera del prete reggiano Alberto Caroli.
La confraternita prese possesso dell'edificio l'8 dicembre 1624. Per l'altare maggiore dell'oratorio, Giulio Cesare Amidano realizzò la pala di San Giobbe sul letamaio, poi trasferita nella vicina chiesa di San Giuseppe.
La chiesa fu completamente riedificata tra il 1760 e il 1763. Fu chiusa nel 1913.